# Гетто в Гродзянке
Гетто в Гродзя́нке (осень 1941 — 4 марта 1942) — еврейское гетто, место принудительного переселения евреев посёлка Гродзянка Осиповичского района Могилёвской области и близлежащих населённых пунктов в процессе преследования и уничтожения евреев во время оккупации территории Белоруссии войсками нацистской Германии в период Второй мировой войны.

## Оккупация Гродзянки и создание гетто
В 1939 году в посёлке Гродзянка жили около 150 евреев — более половины жителей.
С началом войны большинство евреев в Гродзянке не захотело или не успело эвакуироваться, потому что не верили слухам о зверствах нацистов по отношению к евреям. К тому же многие думали, что женщин и детей немцы не тронут.
Местечко было оккупировано немецкими войсками 1 июля 1941 года, которые вскоре организовали там полицейский участок, а старостой назначили бывшего начальника почты Мухина. Одним из самых рьяных пособников нацистов стал местный житель Бучель.
Вскоре после оккупации немцы, реализуя нацистскую программу уничтожения евреев, согнали евреев посёлка (более 150 человек) в гетто.

## Условия в гетто
Гетто находилось за железной дорогой, недалеко от почты в большом по площади доме, принадлежавшем ранее местному еврею по фамилии Винокур, и ещё в нескольких домах. Вокруг гетто возвели высокий забор и выставили охрану, в которой были и немцы, и полицаи. Когда евреев согнали в гетто, в Гродзянку приехали люди из ближних деревень, которые вместе с местными ходили по опустевшим еврейским домам и мародерствовали. В сами еврейские дома заселились полицаи.
Евреев под страхом смерти обязали нашить на верхней одежде знаки в виде желтых звезд и использовали на принудительных работах. Из-за тесноты люди спали и в домах, и на чердаках, и на голой земле. Никакой еды узникам не давали. Рискуя жизнью, евреи выбирались в Гродзянку и просили помощи у бывших соседей, но на улице немцы и полицаи могли избить и убить еврея просто так, ни за что.

## Уничтожение гетто
Немцы очень серьёзно относились к возможности еврейского сопротивления, и поэтому в большинстве случаев в первую очередь убивали в гетто или ещё до его создания евреев-мужчин в возрасте примерно от 15 до 50 лет — несмотря на экономическую нецелесообразность, так как это были самые трудоспособные узники. По этим соображениям 15 августа 1941 года немцы и полицаи пригнали гродзянковских евреев — в основном, мужчин, — на христианское кладбище на Октябрьской улице. Это было сделано специально, потому что среди евреев Гродзянки было много верующих, и для них было небезразлично, где быть похороненым. Под дулами автоматов евреев заставили вырыть большую яму на краю кладбища и ложиться на дно. Стреляли в затылок, потом присыпали тела землей и ушли.
Зимой 1941—1942 года немцы заставили мужчин-белорусов выкопать огромную яму на деревенском кладбище. 4 марта 1942 года (в ноябре 1942 года) евреям соврали, что их перемещают на запад, и что они должны забрать с собой ценные вещи. Обреченных людей увозили на санях и гнали пешком к яме, ставили на краю и расстреливали. В расстреле участвовали также и полицаи-украинцы, приехавшие специально для расстрела евреев. «Акция» (таким эвфемизмом гитлеровцы называли организованные ими массовые убийства) была организована как публичное мероприятие — полицаи пригнали местных белорусов смотреть этот расстрел. После убийства белорусам приказали засыпать яму и отпустили по домам.

## Случаи спасения
Спастись 15 августа 1941 года удалось двум сестрам Рубинштейн: Розе и Люсе, которые сбежали в ночь перед расстрелом и затем воевали в партизанах. Спасся еврей по имени Вульф и несколько других.
Лапицкие прятали дочку Миселя Дашу. Семья Татур спасла двух сестёр-евреек Марию и Анну с двумя детьми — Радиком и Радой. Если бы немцы узнали об этом, расстреляли бы всю семью.

## Память
По сохранившимся неполным данным, в Гродзянке были убиты 112 (90, 92, 149) евреев. Опубликованы их неполные списки.
Памятник жертвам геноцида евреев в Гродзянке был установлен в 1974 году с надписью без упоминания национальности убитых. Впоследствии у основания памятника установили гранитную доску с надписью о евреях. Эта часть христианского кладбища после войны стала еврейской, и здесь завещали себя похоронить послевоенный председатель местного колхоза Липа Аронович Рубинштейн и другие евреи Гродзянки.

## Комментарии
1. ↑  В русском языке за служащими коллаборационистских полицейских органов закрепилось разговорное уничижительное название полица́й (во множественном числе — полица́и).